# Tour de l'Horloge (Varennes-en-Argonne)
Pour les articles homonymes, voir Tour de l'Horloge.
La tour de l'Horloge, dite tour Louis XVI, est située sur le territoire de la commune française de Varennes-en-Argonne dans le département de la Meuse.

## Caractéristiques
Il s'agit d'un vestige de l'église Saint-Gengoult, tour quadrangulaire en pierre, de base carrée, surmontée d'une toiture couverte d'ardoise avec une horloge à cadrans. Le beffroi est surmonté d'un lanternon ajouré.

## Histoire
Avant la Révolution française, l'église du château formait une voûte au dessus de la route et devant l'église se trouvait l'ancienne auberge du Bras d'Or. C'est avant de passer sous cette voûte que Louis XVI et sa famille furent arrêtés lors de leur fuite.
Le beffroi ou tour de l'Horloge, dite « Tour Louis XVI », fut construit 2 ans plus tard, en 1793, à la place du chœur de l'église. Au début de la Première Guerre mondiale, la tour fut incendiée par les Allemands, en 1914. Elle fut reconstruite pendant l'entre-deux-guerres. 
Le beffroi est équipé d'une horloge construite par Louis-Delphin Odobey de Morez (Jura).
La tour est inscrite aux monuments historiques depuis le 30 octobre 1989.

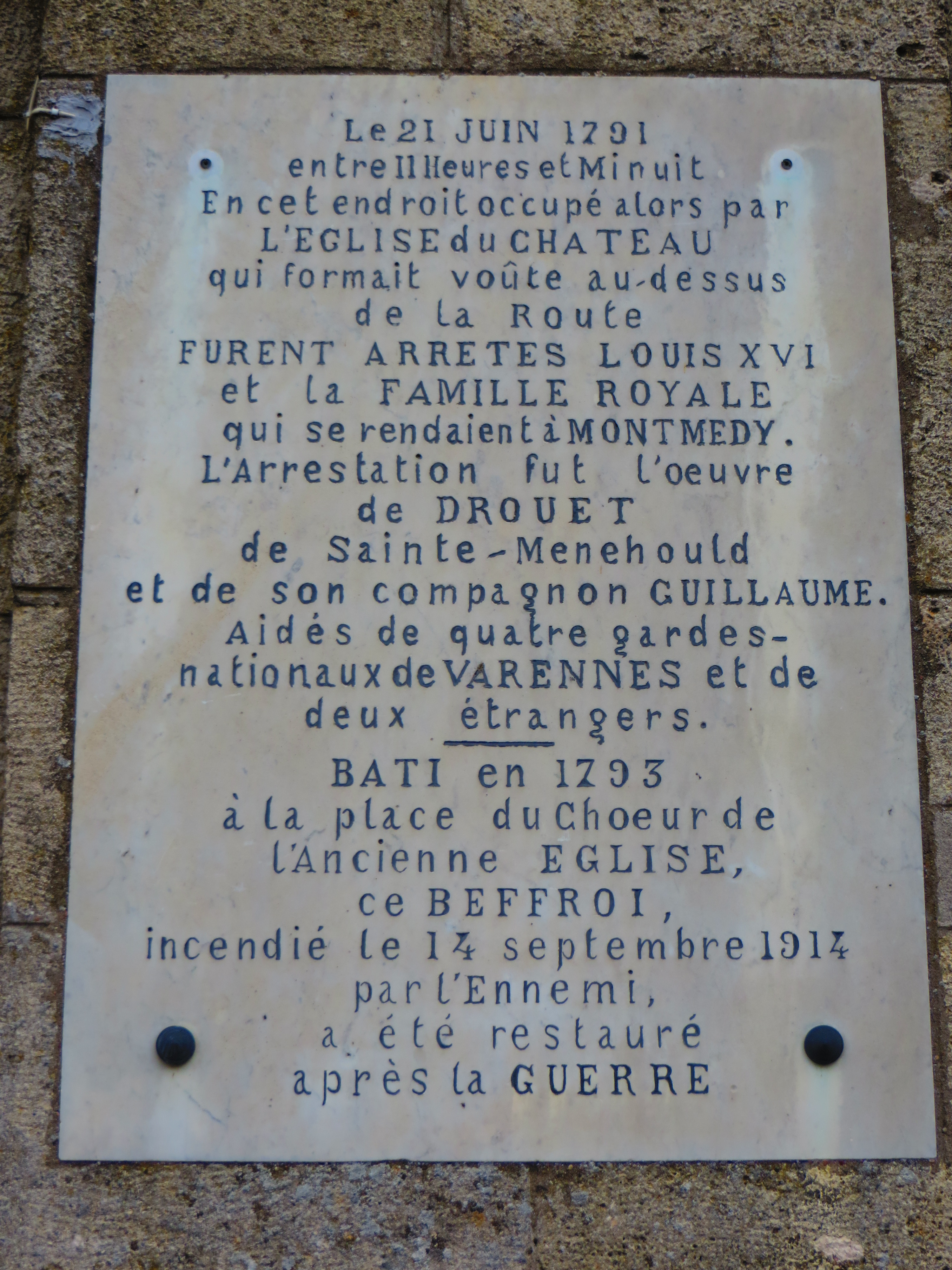
Plaque sur la tour.